# Ingolfiella cottarellii
Ingolfiella cottarellii is een vlokreeftensoort uit de familie van de Ingolfiellidae. De wetenschappelijke naam van de soort is voor het eerst geldig gepubliceerd in 1989 door Ruffo & Vigna-taglianti.